# Cá ven biển

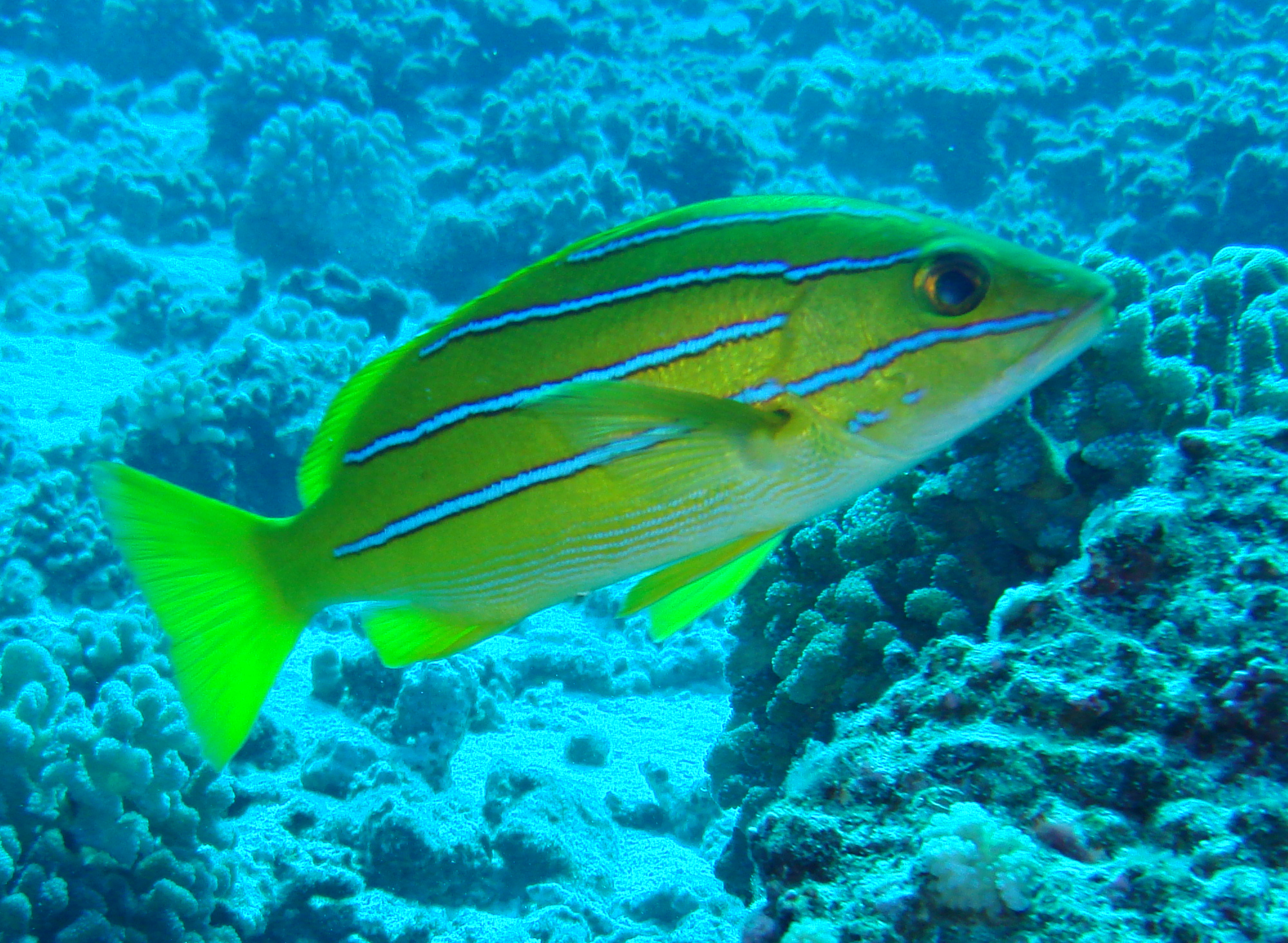
Một con cá hồng bốn sọc sống ở ven biển

Cá ven biển hay cá gần bờ, đôi khi còn được gọi là cá biển sống gần bờ, là những loài cá biển sinh sống gần các bờ biển, giữa bờ biển và các cạnh của thềm lục địa. Từ thềm lục địa thường là sâu dưới 200 mét. Đây là những loài cá phong phú và là đối tượng quan trọng trong nghề thủy sản đánh bắt ven bờ.

## Tổng quan
Cá ven biển là một trong những loài cá phong phú nhất trên thế giới. chúng có thể được tìm thấy trong hồ thủy triều, vịnh hẹp và cửa sông, gần bờ cát và bờ biển đá, xung quanh các rạn san hô và trên hoặc phía trên thềm lục địa. Cá ven biển bao gồm cá thực phẩm và các động vật ăn thịt cá hay tấn công và ăn chúng. Cá thực phẩm phát triển mạnh ở các vùng nước ven bờ nơi giàu chất dinh dưỡng do các con sông đổ ra. Một số cư dân một phần mà sinh ra trong dòng suối, cửa sông và vịnh, nhưng hoàn thành hầu hết các chu kỳ cuộc sống của chúng trong khu vực.
Cá ven biển được tìm thấy ở vùng biển trên thềm lục địa kéo dài từ bờ biển lục địa, và xung quanh các rạn san hô bao quanh hòn đảo núi lửa. Tổng số bờ biển thế giới trải dài 356.000 km (221.000 dặm) và thềm lục địa chiếm tổng diện tích 24.286.000 km2 (9 376 triệu sq mi). Đây là khoảng 4,8% tổng diện tích trên thế giới 510,072 triệu km2. Chúng có đến khu vực bãi triều, hoặc với các cửa sông, đầm phá, rạn san hô, rừng tảo bẹ, bãi cỏ, hoặc đáy đá hoặc cát, thường ở vùng nước nông ít hơn khoảng 10 m.